# Giuffria
I Giuffria sono stati una band hard rock formata nel 1984 a Los Angeles, California.
I Giuffria vennero originariamente concepiti come una resurrezione degli Angel portata avanti dall'unico superstite Gregg Giuffria. Tuttavia il tastierista venne presto costretto ad utilizzare il suo cognome per dare il titolo al nuovo gruppo, a seguito delle lamentele dei suoi ex colleghi. Dopo un periodo di moderata popolarità, Giuffria decise di rivoluzionare la formazione e rinominarla House Of Lords su indicazione del mentore Gene Simmons, storico bassista/cantante dei Kiss.

## Storia
Nel 1984, dopo essersi avventurato nel ruolo di mentore e produttore per la band emergente White Sister, il tastierista Gregg Giuffria decise di fondare una nuova versione della sua vecchia band degli anni settanta, gli Angel, di cui però risultò come l'unico sopravvissuto. A completare questa formazione furono l'ex chitarrista dei Rough Cutt Craig Goldy, l'ex cantante dei Sabu (gruppo di Paul Sabu) David Glen Eisley (figlio dell'attore Anthony Eisley), l'ex bassista dei Sabu Rick Bozzo e Alan Krigger alla batteria. La formazione riuscì subito a procurarsi un contratto con la Camel Records, una sussidiaria della major MCA. Bozzo però venne sostituito dall'ex membro dei Quiet Riot Chuck Wright, quando i membri originali degli Angel costrinsero Giuffria a cambiare il nome al gruppo per vie legali. Il tastierista decise quindi di battezzare questa nuova band con il suo cognome, fu così che nacquero i Giuffria.
Il gruppo iniziò presto a lavorare alle incisioni del primo album, guidati dal produttore Andy Johns. L'omonimo Giuffria venne pubblicato nello stesso 1984 trovando diversi consensi da parte del pubblico. Gli statunitensi ottennero un moderato successo con le hit "Call To The Heart" e "Lonely In Love". Grazie a questa incisione, i Giuffria partirono per i tour di supporto negli States al fianco dei Deep Purple, e dei Foreigner, mentre al termine di questa date, seguì un altro tour nel ruolo di headliner in Giappone. Il gruppo inoltre partecipò alla colonna sonora del film Gotcha (titolo italiano Toccato!) nel 1985 con tre brani: "Never Too Late", "Say It Ain't True" e "What's Your Name". Quest'ultima traccia però venne curiosamente accreditata ad un gruppo fittizio nominato Camelflage a causa del fatto che essa risultava molto più melodica e pop rispetto al loro stile classico.
Nel primo 1985 Wright annunciò la sua dipartita seguito in estate da Craig Goldy, che abbandonò il gruppo per raggiungere il superprogetto Driver (poi ribattezzato M.A.R.S.) con il bassista Rudy Sarzo e, per poi entrare nella formazione dei Dio nel 1986. Wright partecipò in seguito a delle sessioni per i Masi e gli Impellitteri. Nel frattempo, a seguito della dipartita di Goldy, i Giuffria arruolarono temporaneamente il chitarrista della band di Sammy Hagar Gary Pihl che permase una settimana, e venne definitivamente sostituito da Lanny Cordola, mentre in contemporanea subentrò anche l'ex bassista di Aldo Nova David Sikes a prendere il posto di Wright. L'anno successivo, la formazione ormai consolidata diede alle stampe il secondo album Silk + Steel, che però soffrì della poca sponsorizzazione da parte della label ottenendo poco successo.
Nel primo 1988 i Giuffria avrebbero dovuto incidere la loro terza pubblicazione, dal titolo di Pleasure Palace. Tuttavia, nel 1987 Gregg Giuffria partecipò al 40º anniversario della Atlantic Records a New York, dove suonava per l'occasione come turnista per i Vanilla Fudge. Durante questo evento, il tastierista incontrò Gene Simmons, storico bassista/frontman dei Kiss, nonché talentscout di successo, e gli consegnò le demo del futuro album. Simmons poi, accordato con Giuffria, diede il via alla produzione del disco, ma non volle alla voce il cantante David Glen Eisley. Questo fu quindi costretto ad abbandonare la formazione, mentre a sostituirlo subentrò James Christian, che venne trascinato nel gruppo da Chuck Wright, bassista che aveva lavorato con la sua band precedente, gli L.A. Rocks. Infatti la formazione venne comunque rivoluzionata con il ritorno di Chuck Wright, e l'entrata del nuovo batterista Ken Mary, già membro della band di Alice Cooper, dei Fifth Angel e Chastain.  Simmons inoltre suggerì di rinominare la band House Of Lords. Fu da questo periodo che si assistette allo scioglimento dei Giuffria. Il gruppo riutilizzò alcuni brani che avrebbero dovuto far parte del terzo album dei Giuffria, come "Slip Of The Tongue", che venne incluso nel loro debutto omonimo del 1988.
Allo stesso tempo, David Glen Eisley riuscì ad ottenere una parte nel film del '88 Action Jackson. Dopo un breve periodo nel quale collaborò con il guitar hero giapponese Kuni, Eisley trovò un altro ruolo nella superband Dirty White Boy, assieme al chitarrista Earl Slick e all'ex batterista degli Autograph Keni Richards. La formazione pubblicò nel 1990 il disco Bad Reputation. Tuttavia, dopo aver incontrato dei problemi con la Polydor Records a seguito dei tour europei, i Dirty White Boy si sciolsero ed Eisley tornò a collaborare con il suo ex collega Craig Goldy per fronteggiare il progetto solista del chitarrista chiamata Creaig Coldy's Ritual, nel tardo 1991. Goldy raggiunse nuovamente i Dio nel 1999.

## Formazione

### Ultima
- David Glen Eisley - voce (1984-87)
- Lanny Cordola - chitarra (1985-87)
- David Sikes - basso (1985-87)
- Alan Krigger - batteria (1984-87)
- Gregg Giuffria - tastiere (1984-87)

### Ex componenti
- Rick Bozzo - basso (1984)
- Craig Goldy - chitarra (1984-85)
- Chuck Wright - basso (1984-85)
- Gary Pihl - chitarra (1985)

## Discografia
- 1984 - Giuffria
- 1986 - Silk + Steel